# Капитанец, Иван Матвеевич
Ива́н Матве́евич Капита́нец  (10 января 1928, хутор Неклюдовка Кашарский район Ростовская область (тогда — Северо-Кавказский край), СССР — 25 сентября 2018, Москва, Россия) — советский военачальник. Первый заместитель Главнокомандующего ВМФ СССР (1988—1992), командующий Северным флотом (1985—1988), командующий Балтийским флотом (1981—1985). Адмирал флота (1988).
Кандидат в члены ЦК КПСС (1986—1990). Депутат Совета Союза Верховного Совета СССР XI созыва (1984—1989).

## Биография
Из семьи крестьянина. В 1942—1943 годах пережил немецкую оккупацию во время Великой Отечественной войны. Окончил среднюю школу в Кашарах в 1945 году.
В ВМФ с 1946 года. Окончил Каспийское высшее военно-морское училище в 1950 году. По окончании училища направлен на Северный флот, служил командиром БЧ-2 (артиллерийская боевая часть) на эсминце «Грозный», с 1951 года — командир БЧ-2 эсминца «Окрыленный», в 1953—1956 годах — старший помощник командира эсминца «Окрыленный». В 1957 году — слушатель Высших специальных офицерских классов ВМФ в Ленинграде. Вновь вернулся на Северный флот и назначен командиром эсминца «Отрывистый», с 1958 года — командир эсминца «Острый» (до 1961 года). В 1958 году выполнял боевые задачи по обеспечения воздушных испытаний ядерного оружия на Новоземельском полигоне.
Окончил Военно-морскую академию в 1964 году. Назначен начальником штаба 176-й бригады кораблей резерва Северного флота в 1964 году. С 1966 по 1968 годы — командир 170-й отдельной бригады эскадренных миноносцев Северного флота. Во время арабо-израильской войны в октябре 1967 году принял на борт десант морской пехоты и по тревоге выдвинулся к побережью Сирии на случай прорыва израильских войск вглубь страны и эвакуации советских граждан.
Окончил Военную академию Генерального штаба Вооружённых сил СССР имени К. Е. Ворошилова в 1970 году. С 1970 по 1973 годы в должности начальника штаба — заместителя командира 5-й Средиземноморской эскадры ВМФ находился по месту постоянной дислокации эскадры в Средиземном море. С 1973 года — командующий Камчатской флотилией разнородных сил Тихоокеанского флота. Под его командованием флотилия неоднократно признавалась лучшим соединением ВМФ СССР и была награждена орденом Красного Знамени.
С 1978 года — первый заместитель командующего Балтийским флотом. С февраля 1981 года — командующий Балтийским флотом. Особо успешными были признаны его действия во время стратегических военных учений «Запад-81». С февраля 1985 года — командующий Северным флотом. В марте 1988 года назначен первым заместителем Главнокомандующего Военно-Морским Флотом СССР. Указом Президиума Верховного Совета СССР от 4 сентября 1988 года присвоено воинское звание адмирал флота. В конце 1980 — начале 1990 годов участвовал в работе правительственных делегаций на переговорах с Эстонией и другими прибалтийскими государствами в качестве военного эксперта-советника. В 1992 году являлся членом Государственной комиссии по созданию Министерства обороны Российской Федерации С 1992 года — в отставке.
Депутат Совета Союза Верховного Совета СССР 11-го созыва (1984—1989) от Калининградской области. Депутат Верховного Совета Литовской ССР (1979—1984). Депутат Камчатского и Калининградского областных исполнительных комитетов Советов народных депутатов. Кандидат в члены ЦК КПСС в 1986—1990 годах. В разное время был членом бюро Калининградского, Камчатского и Мурманского обкомов КПСС.

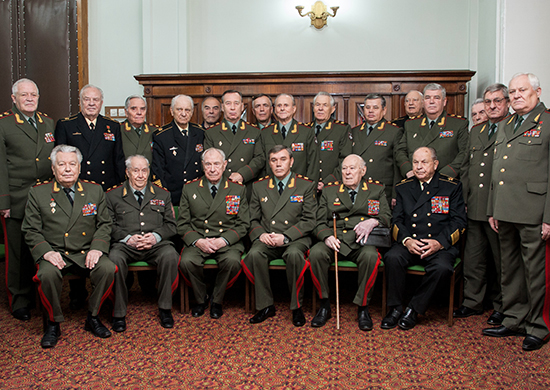
Члены Управления генеральных инспекторов Минобороны России.
И.М. Капитанец 4-й слева во 2-м ряду, 2013 год

Жил в Москве. Продолжал активную государственную, общественную и научную деятельность. В 1994—1996 годах — заместитель директора Государственного морского центра при Правительстве РФ. В 2013—2015 годах являлся членом научного совета при Совете Безопасности Российской Федерации. Работал также в Академии военных наук, в которой с 1995 года состоял почётным членом, а с 2000 года — председателем Морского отделения Академии. Действительный член Академии геополитических проблем (2001). Автор 10 книг и ряда статей по проблемам строительства флота и военно-морской безопасности России, за которые был удостоен премий имени А. В. Суворова и В. С. Пикуля.
С 2008 года и до последних дней жизни был ведущим аналитиком Управления генеральных инспекторов Министерства обороны Российской Федерации.
Скончался 25 сентября 2018 года после длительной болезни. Похоронен с воинскими почестями 28 сентября 2018 года на Троекуровском кладбище.

## Награды
- Орден Мужества (Российская Федерация (1996),
- Орден Ленина (1975),
- Орден Октябрьской Революции,
- Орден Нахимова 1-й степени (1981)[9],
- Орден Красной Звезды (1967),
- Орден «За службу Родине в Вооружённых Силах СССР» 3-й степени (1988),
- Медали СССР,
- Медали РФ.

иностранные награды
- Медаль «Братство по оружию» (Польша, 8.07.1980)

## Воинские звания
- Контр-адмирал (6.05.1972)
- Вице-адмирал (25.04.1975)
- Адмирал (17.02.1982)
- Адмирал флота (4.08.1988)

## Труды
- На службе океанскому флоту, 1946—1992: Записки командующего двумя флотами. — М.: Андреевский флаг: Фонд Андрея Первозванного, 2000. — 796 с.
- Итоги и уроки трехсотлетней истории российского флота. — М.: Андреевский флаг: Фонд Андрея Первозванного, 1996. — 189 с.
- Морской державе быть! Стратегическое сдерживание на морском театре военных действий. Морское отд-ние Акад. воен. наук. — М.: Вече, 2000. — 447 с.
- Война на море: Актуальные проблемы развития военно-морской науки. — М.: Вагриус, 2001. — 270 с.
- Битва за Мировой океан в «холодной» и будущих войнах. — М.: Вече, 2002. — 560 с. — (Военные тайны XX века).
- Флот в войнах шестого поколения: Взгляды на концептуальные основы развития и применения флота России. — М.: Вече, 2003. — 477 с.
- Флот в русско-японской войне и современность. — М.: Вече, 2004. — 422 с.
- Военно-морская наука и современность. — М.: Вече, 2005. — 352 с.
- Война на море, 1939—1945: военно-морское искусство во Второй мировой и Великой Отечественной войнах. — М.: Вече, 2005. — 397 с. — (Военные тайны XX века).
- Сильный флот — сильная Россия. — М.: Вече, 2006. — 536 с.